# Ориент-хаус
Ориент-хаус (ивр. אוריינט האוס‎; араб. بيت الشرق‎, англ. Orient House) или «Дом Востока», — здание на улице Абу Обейда в районе Баб аль-Захра в Восточном Иерусалиме (Израиль). В 1980 — 1990-х годах в нём располагалась городская штаб-квартира ООП. Вилла, построенная в конце XIX века Исмаилом Мусой аль-Хусейни для собственной семьи, на протяжении многих лет попеременно служила в качестве резиденции — места приёма и жительства высокопоставленных гостей, отеля и общественного здания, где располагались разные палестинские учреждения. В августе 2001 года здание было закрыто по решению правительства Израиля и находящиеся в нём палестинские учреждения были переведены на территорию Палестинской национальной администрации (ПНА).
Хотя здание опустело и на сегодняшний день не функционирует, как ПНА, так и Израиль видят в нём символ палестинского присутствия в Иерусалиме, поэтому вопрос о статусе Ориент-хауса остаётся актуальным и на сегодняшний день.

## История

### Резиденция аристократии, членов королевских семей и дипломатов
Исмаил Муса аль-Хусейни построил здание Ориент-хауса в качестве резиденции в 1897 году. В период Османского правления в Иерусалиме, в связи с увеличением численности населения Старого города Иерусалима, преобладала тенденция селиться за его пределами. В то время как евреи поселились в западной части, вдоль улицы Яффо и её окрестностей, арабы построили свои дома к северу от Старого города, вдоль дороги, которая вела от Дамасских ворот на север в направлении к городу Наблус.
Исмаил Хусейни, принадлежавший к одной из самых богатых и уважаемых семей в Иерусалиме, построил особняк на огромном земельном участке. По соседству свои дома построили другие члены семейства Хусейни, так что этот район стал известен как «район Хусейни». Уже в первый год своего существования дом начал выполнять, первым из многих, общественную и дипломатическую функцию, когда члены руководства палестинских арабов организовали чаепитие в честь императора Вильгельма II во время его исторического визита в Иерусалим в 1898 году. В 1931 году в Ориент-хаус принимали эмира Абдаллу, короля Али и принца Зейда, высокопоставленных лиц, которые приехали почтить память отца Исмаила Хусейна, Хусейна бен Али, скончавшегося в Трансиордании и похороненного на Храмовой горе в Иерусалиме. В доме также принимали короля Эфиопии Хайле Селассие, который был вынужден покинуть свою страну в 1936—1937 гг. после итало-эфиопской войны.
Исмаил Хусейни скончался в 1945 году, и дом унаследовал его сын, Ибрагим Хусейни. После Войны за Независимость 1948 года дом остался на территории Восточного Иерусалима, оккупированного Иорданией. В 1949—1950 гг. он служил в качестве штаб-квартиры «Комиссии ООН по примирению» и UNRWA. Затем Хусейни превратил его в отель, который функционировал под названием «Новый Ориент-хаус».
После Шестидневной войны (1967) и объединения города под израильским правлением владельцы здания закрыли отель и снова решили использовать его в качестве места жительства. Вследствие больших расходов на содержание особняка верхний этаж здания был сдан в аренду одному из международных агентств, занимавшихся помощью беженцам. В этот период здание потеряло свой былой блеск и пришло в запустение. В 1983 году здесь начал работать Институт арабских исследований, основанный в 1979—1980 гг. сыном Абд аль-Кадир аль-Хусейни и активистом ФАТХ Фейсалом Хусейни, благодаря которому Ориент-хаус начал постепенно возвращаться к жизни.

### Национальный символ
Статус одного из символов палестинского национального движения здание приобрело во время первой интифады, когда Институт арабских исследований во главе с Ф. Хусейни приобрёл политическое значение, а сам Ф. Хусейни стал видным лидером ФАТХа, Организации освобождения Палестины (ООП) и Палестинской национальной администрации (ПНА) в дальнейшем. Институт расширил свою деятельность, и в здании Ориент-хауса открылись неофициальные[уточнить] ведомства ФАТХа / ООП.
Однако после того, как в 1988 году руководство ООП в Тунисе провозгласило создание Государства Палестина со столицей в «Святом Иерусалиме», по приказу министра обороны Ицхака Рабина оно было закрыто как для обеспечения безопасности в период интифады, так и с целью не допустить проведения политических мероприятий ООП, и оставалось закрытым в течение всего периода интифады.
Позитивная атмосфера, создавшаяся в 1992 году вследствие ослабления интифады в конце войны в Персидском заливе и Мадридской мирной конференции (1991), позволила вновь открыть Ориент-хаус. Здание снова стало центром политической деятельности ООП. Ф. Хусейни, которого Ясир Арафат назначил ответственным по делам Исполнительного комитета ООП в Иерусалиме, использовал Ориент-хаус для проведения мероприятий ООП в Иерусалиме. Израильские левые провели в Ориент-хаусе израильско-палестинские концерты, свадьбу Набиля Шаата и другие мероприятия. В этот период здание, в котором, в частности, проходила значительная часть подготовительных совещаний к конференции в Осло, играло было центром политической, культурной и социальной жизни арабского Иерусалима.
Среди офисов, находящихся в ведении ПНА и размещавшихся в здании Ориент-хауса, были географический отдел, занимавшийся картографией и изучением развития еврейских поселений на территориях Иудеи и Самарии, отдел регистрации земельных участков и домов в Восточном Иерусалиме и государственный департамент, возглавляемый Шарифом аль-Хусейни, участвовавшим в политических контактах от имени ПНА. Здание по сути стало своеобразным министерством иностранных дел, особенно после конференции в Осло. Иностранные дипломаты регулярно посещали Ориент-хаус и находились в контакте с должностными лицами, представлявшими ПНА, что вызывало недовольство руководства Израиля, расценивавшего такие действия ПНА, созданной в результате Соглашений в Осло, как нарушения Соглашений, предусматривавших определение статуса Иерусалима только после отдельных переговоров между сторонами.

### Закрытие
Увеличение количества терактов против израильтян после Соглашений Осло и убийства Ицхака Рабина в 1993—1996 гг. привели к власти Биньямина Нетаниягу и последующим арабским демонстрациям в центре Иерусалима. В таких условиях активность ПНА в Иерусалиме стала, с точки зрения израильского правительства, ещё более опасной. Здание находилось под угрозой закрытия, но всё же оставалось активным на протяжении всего срока действия полномочий Нетаниягу, а затем и Эхуда Барака. Только интифада Аль-Акса, в ходе которой были совершены многочисленные теракты-самоубийства в Израиле, особенно в Иерусалиме, вынудила израильское правительство во главе с Ариэлем Шароном закрыть Ориент-хаус, спустя несколько часов после взрыва в ресторане Сбарро. Смерть Фейсала Хусейни, который скоропостижно скончался от сердечного приступа за два месяца до этого, также повлияла на принятие решения о закрытии здания.
Утром 10 августа 2001 года согласно приказу, подписанному министром Узи Ландау, Ориент-хаус был взят под контроль силами пограничной полиции. Палестинский флаг был низложен и вместо него был водружён флаг Израиля. Были закрыты все палестинские офисы, включая офис «губернатора Иерусалима», назначенного ПНА, и офис сил безопасности ПНА в Абу-Дисе.
Согласно уведомлению премьер-министра, «в здании были обнаружены многочисленные документы, свидетельствующие о широкомасштабных операциях в Иерусалиме при полном нарушении соглашений, подписанных с ООП. Как известно, закон об осуществлении временного соглашения (об ограниченной деятельности), обязывает ПА уважать суверенитет Израиля, включая Восточный Иерусалим». По данным того же сообщения, «среди изъятого обнаружены документы, содержащие существенные доказательства о деятельности сил безопасности ПНА в Иерусалиме, документы, подтверждающие деятельность в области недвижимости в Восточном Иерусалиме, документы об участии палестинской администрации в назначениях в Восточном Иерусалиме, о политической деятельности, об участии администрации Ориент-хауса в финансовой деятельности и о присутствии службы безопасности ПА на Храмовой горе». Изъятый материал свидетельствует о ведущей роли Ориент-хауса в палестинской администрации на протяжении многих лет и указывает на участие ППА и Арафата в деятельности Ориент-хауса и других учреждений в Восточном Иерусалиме.
Согласно сообщению администрации Ориент-хауса, «соглашения и договорённости нарушает Израиль, включая нарушение международного права во время налета на Ориент-хаус и при его закрытии, а также нарушение суверенитета Восточного Иерусалима. Ориент-хаус в составе Палестинской автономии действует в направлении мирного решения, оставляя место для диалога между израильтянами и палестинцами. Закрытие влияет на надежду палестинцев сделать Восточный Иерусалим столицей палестинского государства. Международное сообщество и израильские миролюбивые организации решительно осуждают действия правительства и требуют возобновления функционирования Ориент-хауса».

## Ориент-хаус сегодня
Здание по-прежнему закрыто в соответствии с обновляющимся каждые полгода приказом министра общественной безопасности. В здании уже не существует деятельности, которая имела место в прошлом, и палестинцы продолжают удерживать самый низкий международный профиль в альтернативных зданиях Иерусалима. Сайт Ориент-хауса в интернете периодически сообщает о его деятельности и выпускает пресс-релизы от его имени.
В январе 2010 года на заседании квартета по Ближнему Востоку представители Европейского союза и России предложили открыть Ориент-хаус и другие палестинские учреждения в Восточном Иерусалиме, чтобы вернуть палестинскую администрацию за стол переговоров. Предложение было сделано после заявления Джорджа Митчелла о намерении палестинских представителей не возобновлять переговоры до тех пор, пока Израиль не остановит всю поселенческую деятельность в Восточном Иерусалиме.
Палестинцы по-прежнему питают надежды на открытие здания и делают дипломатические усилия, направляя международное давление на СМИ Израиля. В немногочисленных палестино-израильских переговорах, проведённых в последние годы, палестинцы иногда поднимают этот вопрос. В бытность Ариэля Шарона премьер-министром время от времени делались заявления о том, что израильское правительство не намерено давать разрешение на открытие Ориент-хауса. В течение срока полномочий Эхуда Ольмерта, премьер-министра Израиля (2006—2009), не было никаких изменений в решении этого вопроса. Ольмерт был одним из самых ярых противников Ориент-хауса и во время его активной работы, и тогда, когда он уже был закрыт.
В представлении палестинцев Ориент-хаус является символом юридического суверенитета Восточного Иерусалима, кроме того, они хотят, чтобы весь Иерусалим стал столицей палестинского государства. Они утверждают, что «Ориент-хаус — это место национального собрания палестинцев в оккупированном Восточном Иерусалиме». В Израиле же опасаются, что суверенитет Восточного Иерусалима при возобновлении функционирования Ориент-хауса будет ослаблен.